# هارولد ويبر
هارولد ويبر (بالإنجليزية: Harold Weber)‏ هو لاعب غولف أمريكي، ولد في 20 مارس 1882 في توليدو في الولايات المتحدة، وتوفي في 7 نوفمبر 1933 في ليتلتون في الولايات المتحدة.

## وصلات خارجية
- هارولد ويبر على موقع أوليمبيديا (الإنجليزية)